# Championnats du monde de ski acrobatique 1997
Navigation
Édition précédente Édition suivante
Les Championnats du monde ski acrobatique de 1997 se déroulent à Iizuna Kogen au Japon.
6e édition des Championnats du monde de ski acrobatique organisés par la Fédération internationale de ski, c'est la première fois que l'évènement a lieu en Asie.
Sept épreuves sont programmées, quatre pour les hommes et trois pour les femmes : bosses, saut et acroski (ou ballet) dans chaque catégorie et combiné pour les hommes.

## Palmarès

### Podiums

#### Hommes
| Épreuves | Or                        | Argent                    | Bronze                      |
| -------- | ------------------------- | ------------------------- | --------------------------- |
| Bosses   | Jean-Luc Brassard, Canada | Stéphane Rochon, Canada   | Jesper Rönnback, Suède      |
| Saut     | Nicolas Fontaine, Canada  | Eric Bergoust, États-Unis | Andy Capicik, Canada        |
| Acroski  | Fabrice Becker, France    | Ian Edmondson, États-Unis | Heini Baumgartner, Suisse   |
| Combiné  | Darcy Downs, Canada       | Toben Sutherland, Canada  | Oleg Kouleshov, Biélorussie |

#### Femmes
| Épreuves | Or                          | Argent                       | Bronze                         |
| -------- | --------------------------- | ---------------------------- | ------------------------------ |
| Bosses   | Candice Gilg, France        | Donna Weinbrecht, États-Unis | Tatjana Mittermayer, Allemagne |
| Saut     | Kirstie Marshall, Australie | Michèle Rohrbach, Suisse     | Veronica Brenner, Canada       |
| Acroski  | Oksana Kushenko, Russie     | Aasa Magnusson, Suède        | Annika Johansson, Suède        |

## Liens Externes
- « Ski Acrobatique - Championnat du monde de Freestyle 1997 », sur les-sports.info (consulté le 7 novembre 2015)